# دین بومی
دین بومی (انگلیسی: Indigenous religion) در دین‌شناسی به سیستم اعتقادی و دینی جوامع بومی گفته می‌شود. این دسته از دین‌ها اغلب در برابر دیگر دین‌ها مانند «دین‌های جهانی» و جنبش‌های نوپدید دینی قرار می‌گیرند.